# Misy-sur-Yonne
Misy-sur-Yonne település Franciaországban, Seine-et-Marne megyében. Lakosainak száma 857 fő (2022. január 1.). Misy-sur-Yonne La Tombe, Villeblevin, Villeneuve-la-Guyard, Vinneuf, Barbey, Gravon és Marolles-sur-Seine községekkel határos.

## Népesség
A település népességének változása:
| Lakosok száma | 988  | 982  | 978  | 953  | 926  | 894  | 868  | 857  |
|               | 2013 | 2015 | 2017 | 2018 | 2019 | 2020 | 2021 | 2022 |